# Língua sabanê
A língua Sabanê pertence à família Nambiquara que contém mais de 15 línguas divididas em três grupos principais sendo eles Nambiquara do Norte, Nambiquara do Sul e o próprio Sabanê.
Esse povo habita duas áreas descontínuas no estado de Rondônia, próximo ao Mato Grosso. No posto Pirineus de Souza ou Aroeira existem trezentas pessoas que se identificam como Sabanê e na Vila Sowante (oficialmente Área Indígena Roosevelt) aproximadamente quarenta. 
Dentre essas pessoas, apenas três são falantes nativos, enquanto duas aprenderam a falar quando crianças, além dessas, apenas outras dez pessoas sabem palavras isoladas sem poderem se comunicar. A maioria dessas pessoas falam apenas o português brasileiro. Sendo assim, é uma língua seriamente ameaçada. Atualmente, crianças não tem contato com essa língua que acabou se tornando socialmente rejeitada., porém após a criação da Vila Sowante, cuja maioria populacional é Sabanê, houve um maior incentivo para uma ressurreição da língua, inclusive um projeto de gramática do Sabanê.

## Etno-história
No ano de 1889, após o início da construção de uma linha de telégrafo entre Porto Velho e algumas cidades de Mato Grosso, houve o primeiro contato com o povo Sabanê. Ao longo da obra, o contato se tornou maior causando grandes mudanças naquela sociedade. Assim, o termo Sabanê apareceu pela primeira vez na literatura em 1914 num relatório do General Cândido Mariano da Silva Rondon, responsável pela construção da linha de telégrafo, após uma visita ao Posto Tres Buritis. Não existem evidências de que esse grupo visitado e chamado de Sabanê pelo coronel é do mesmo grupo hoje considerado Sabanê.
Nesse período houve vários erros de tradução, por exemplo a própria palavra Sabanê. O povo na verdade se designava Kulimansi (nome da maior aldeia de região), já a palavra Sabanê pode ter vindo de sapane [saˈpãːne] que quer dizer irmã jovem, um erro comum nessas traduções era confundir nomes próprios quando na verdade eram nomes que designavam parentesco. 
Posteriormente, o antropólogo francês Lévi-Strauss em 1930 veio estudar esse grupo. Uma de suas conclusões foi que o grupo Nambiquara do Norte não conseguia entender a língua Sabanê, mesmo que ambos fossem aliados e vivessem próximos. Por esse e outros motivos, Lévi-Strauss não classifica Sabanê como parte da família Nambiquara. Além disso, ele divulgou uma lista de palavras comprovando que ele realmente estudou o Sabanê. Não existem estatísticas confiáveis quanto à população na época, Rondon estimou cerca de vinte mil pessoas no grupo Nambiquara (incluindo Sabanê), porém Lévi-Strauss relatou que durante sua viagem ao longo da linha telegráfica, a população passava por altas taxas de mortalidade.
Após situações similares à escravidão e grande proliferação de doenças na comunidade Sabanê, a SPI (atual FUNAI) organizou a criação da Vila Aroeira na década de sessenta, onde indígenas de diversos grupos passaram a habitar. O fato de que alguns desses grupos foram inimigos no passado e que alguns não conseguiam se comunicar foi ignorado pela SPI. Essa mudança causou mudanças profundas naquela sociedade, como o abandono de tradições culturais, a falta de parceiros implicou no início de casamentos entre etnias causando alterações nas regras de cada grupo. Além disso, a falta de áreas férteis, caça e pesca gerou uma dependência com as agências nacionais. Nessa época, foi proposto o uso de portugues como lingua franca na comunidade o que causou o abandono das línguas nativas.
Aroeira está localizada entre o início da Floresta Amazônica e a Chapada dos Parecis. Nesse local, a vegetação é composta por densos arbustos nos vales e pequenas árvores esparsas nos campos. Essa terra já havia sido usada para agricultura em que a técnica era a limpeza do campo com fogo. As primeiras descrições do território dos Nambiquara do Norte eram de diversos campos de cultivo, porém atualmente essas áreas produzem apenas milho, batata doce, mandioca e banana.
Devido a questões sociais, recentemente um grupo Sabanê se separou e criou a Vila Sowante em maio de 2002 localizada entre os rios Roosevelt e Tenente Marques. Região onde supostamente o povo Sabanê habitava antes do contato com os brasileiros. A área tem boa pesca e caça (ao contrário de Aroeira) além de terras férteis. Dessa forma o povo Sabanê tem esperanças de reabilitar sua linguagem.

## Fonologia

### Vogais
Sabanês possui cinco vogais são elas /a i u e o/, ou [ɑ i u æ o] em posições acentuadas e [ɐ ɪ ɯ ɘ ɤ] em não acentuadas. Nas palavras com três ou mais sílabas em que existe um intervalo entre uma acentuada e outra qualquer, a sílaba recebendo uma proeminência iterativa secundária será acentuada. Essa vogal é marcada com [ˑ] e terá uma duração maior do que se não estivesse acentuada porém será mais curta que uma vogal acentuada normalmente. Em posições secundárias de acentuação foram encontradas quatro vogais /a i u o/, reconhecidas por [ə y ɤ ɤ], as vogais /u o/ são neutralizadas e tem o mesmo resultado fonético [ɤ]. A vogal /e/ não foi encontrada nessa posição.
|             | Anterior | Central | Posterior |
| ----------- | -------- | ------- | --------- |
| Fechada     | i        |         | u         |
| Semifechada | e        |         | o         |
| Aberta      |          | a       |           |

### Ditongos
Existem dois tipos de glides, a labiovelar [w] reconhecida assim em qualquer posição porém não ocorre ao lado de /u/ e [j] que pode ocorrer ao lado de qualquer vogal. Assim, os ditongos são divididos em decrescente (vogal-glide) e crescente (glide-vogal). Além disso casos como glide-vogal-glide também ocorrem

### Consoantes
Os fonemas consonantais em Sabanê são as plosivas /p t k ʔ/, as nasais /m n/, as implosivas /ɗ ɓ/, as fricativas /s h/, e a lateral /l/. Cada consoante tem um conjunto de alófones.
|           | Labial | Dental | Velar | Glotal |
| --------- | ------ | ------ | ----- | ------ |
| Plosiva   | p      | t      | k     | ʔ      |
| Implosiva | ɓ      | ɗ      |       |        |
| Nasal     | m      | n      |       |        |
| Fricativa |        | s      |       | h      |
| Lateral   |        | l      |       |        |

### Estrutura Silábica
Em Sabanê, todo fonema consonantal pode ocupar a posição inicial exceto a pausa glotal enquanto o núcleo é exclusivo para vogais já a posição final é ocupada apenas pelas consoantes /p t k m n s l ʔ/. Em geral, Sabanê favorece sílabas CV(consoante-vogal)
| Inicial                 | Núcleo    | Final           |
| ----------------------- | --------- | --------------- |
| p t k ɓ ɗ m n s h l u i | a e i o u | p t k m n s l ʔ |

### Acentuação
Em Sabanê a diferenciação de tom não é usada para diferenciação lexical, porém existem evidências de previsibilidade quanto à tonalidade da palavra tanto em substantivos quanto em verbos. A acentuação fica nas sílabas pesadas, em casos em que não há uma, a acentuação ocorre na penúltima sílaba e caso haja duas pesadas, a acentuada é a mais à direita. As vogais em sílabas acentuadas têm em média o dobro de duração de uma comum.

## Gramática

### Pronome

#### Pronomes pessoais
Os pronomes pessoais em sabanê geralmente são colocados no início da frase (SOV)
| Primeira pessoa | Primeira pessoa | Segunda pessoa | Terceira pessoa |
| Singular        | Plural          | Segunda pessoa | Terceira pessoa |
| --------------- | --------------- | -------------- | --------------- |
| towali          | pi              | uli            | -               |

Towali representa a 1ª pessoa à topicalização ou foco, além disso, às vezes a aplicação de pronomes possessivos descarta a necessidade de uso desse pronome
O pronome pessoal da 2ª pessoa do singular comportasse da mesma forma que o da 1ª pessoa porém uli pode expressar a 2ª pessoa do plural dependendo do contexto
A 3ª pessoa não é expressa fonologicamente
O pronome pi expressa a 1ª pessoa do plural, inclusivo e exclusivo, em modo não imperativo. Caso contrário, ele funciona da mesma forma porém necessita de dois complementos descontínuos.

#### Pronomes possessivos
Pronomes possessivos dependem do falante, ou seja, não são obrigatórios, são eles:
|                    | Primeira pessoa | Primeira pessoa | Dual  | Segunda pessoa | Terceira pessoa |
| Singular           | Plural          |                 | Dual  | Segunda pessoa | Terceira pessoa |
| Antes de consoante | da-             | pi-             | bala- | ma-            | a-              |
| Antes de vogal     | d-              | p-              | bala- | m-             | -               |

Além disso, outra forma de expressar posse é com palavras compostas onde  a mais à esquerda em posse sobre a mais à direita

### Substantivo
Os radicais dos substantivos em Sabanê são morfemas presos e esses radicais correspondem exatamente à forma lexical. Em isolamento, os radicais são seguidos obrigatoriamente por um sufixo referencial. Em contexto, radicais podem ser seguidos de morfologia flexiva ou derivativa.
| (Flexional)-          | Radical         | (Radical)                                                                      | (-Derivativo)    | (-Derivativo)                             | (-Derivativo) | -Flexivo                          |
| --------------------- | --------------- | ------------------------------------------------------------------------------ | ---------------- | ----------------------------------------- | ------------- | --------------------------------- |
| Pronomes possessivos- |                 | sukwin (pequeno) maysili (jovem) maysunon (jovem macho) maytelon (jovem fêmea) | Tamanho          | Tamanho                                   | Classe        | -Refencial -mi -mali -Objetivo -k |
| Pronomes possessivos- | Aumentativo -ta | sukwin (pequeno) maysili (jovem) maysunon (jovem macho) maytelon (jovem fêmea) | Diminutivo -mata | -anon -isi -amoka -akata -api -inun -iawa |               | -Refencial -mi -mali -Objetivo -k |

#### Flexão de gênero
Em sabanês não há distinção de gênero em nomes, quando necessário identificar masculino e feminino usa-se as palavras atiʔ ‘macho’ ou atitapaʔ ‘fêmea’.

#### Flexão de número
Assim como o gênero, o número não é expresso nem em nomes nem verbos. As palavras ano, wola/wolata significam ‘muito’ ou ‘vários’ enquanto anonmina (mina tem um sentido de negação) significa ‘poucos’ ou ‘alguns’ ambas palavras geralmente estão no início da sentença. Embora não haja numerais cardinais e ordinais em sabanê, os falantes podem usar o advérbio amulu ‘apenas’ ou ‘um’ para expressar quantidade. A palavra kata pode assumir significado de ‘um’ e pode ser usada junto com amulu formando ‘apenas um’. Existe um dual para kata sendo este bala que, usado junto com amulu ou kata, representam 3.
Os falantes nativos de sabanê não tem muita familiaridade com números, mesmo após quase cinquenta anos de convivência com o português.

#### Derivação de grau
Em Sabanê, processos derivativos incluem a criação de diminutivo e aumentativo.

##### Diminutivo
Existem três formas de expressar diminutivo. A primeira é acrescentar o sufixo -mata, outra forma é por construção predicativa, ou seja, acrescentar ilaw–n–mina–al–i (Ele/Ela não é grande) à frase. A última é com os compostos lexicais maysili (jovem), maysunon (jovem macho), maytelon (jovem fêmea)  e sukwin (pequeno ou pouco)

##### Aumentativo
Para o aumentativo existem duas estratégias, a primeira é adicionar a construção predicativa ilawnali (é grande). A segunda é adicionar -ta como sufixo no substantivo, porém essa forma também é usada para diferenciar espécies, como koke (gavião) e koketa (gavião-real).

### Verbo

#### Aspecto
Em relação ao aspecto, apenas progressivo e iterativo foram encontrados
O sufixo -say expressa continuidade no presente ou em algum ponto no passado. -ap expressa iteratividade, repetição 

#### Tempo e evidencialidade
As marcas de evidencialidade não podem ser omitidas da frase e são expressadas em conjunto com o tempo verbal. No sistema de evidencialidade, existem duas categorias, evento evidencial e não evidencial. Uma categoria é quando o falante tem uma fonte confiável de que um evento aconteceu, a fonte da evidência pode ser sensorial (visual, auditiva etc porém essa especificidade não é expressa gramaticalmente) ou inferida, essa fonte pode ser expressa por meio de um sufixo. A evidencialidade inferida apenas pode ser ligada a acontecimentos no passado.
|           | Sensorial | Inferido |
| --------- | --------- | -------- |
| Pretérito | -datinan  | -tika    |
| Presente  | -dana     |          |
| Futuro    | -telon    |          |

Eventos evidenciais são opostos a eventos não evidenciais ou neutros, sendo o último dividido em neutro (não evidencial) ou neutro inferido, onde quem fala não tem como confirmar o evento sem excluir a possibilidade dele ter acontecido.
|           | Neutro   | Neutro inferido |
| --------- | -------- | --------------- |
| Pretérito | -ntal    | -np             |
| Presente  | -al      |                 |
| Futuro    | -tapanal |                 |

#### Modo
Os sufixos assertivos e interrogativos (-i e -a) podem ser atrelados apenas às formas neutras como -np -ntal  -al -tanapal. Sabanê, o modo imperativo é expressado com a forma mais “crua ” do verbo (radical+sufixo verbal). Seis tipos de imperativos podem ser destacados.
| Imperativo Fraco           | Radical | Radical | Radical | Radical        |
| Imperativo forte           | Radical | Radical | -n      | -n             |
| Hortativo exclusivo        | Radical | Radical | -to     | -to            |
| Hortativo exclusivo plural | pi-     | Radical | -to     | -to            |
| Hortal inclusivo           | pi-     | Radical | -tinopi | -tinopi        |
| Proibitivo                 | Radical | Radical | -NEG    | -n -to -tinopi |

## Frase

### Ordem da frase
A ordem básica é SOV. Nesses casos o objeto direto é marcado por -k. No caso de frases intransitivas, a ordem é SV. A posição do advérbio é variável porém geralmente após o sujeito.

### Frases comparativas
Em sabanê são usados itens comparativos nem sufixos derivativos. A comparação ocorre com a justaposição de duas frases simples similares, porém uma é afirmativa, a outra negativa. Outra forma é com ambas as frases afirmativas, porém com o acréscimo de advérbio de intensidade numa das frases

## Vocabulário
Alguns nomes de plantas e animais em sabanê:
| Sabanê               | Nome científico                 | Português                 | Inglês                             |
| -------------------- | ------------------------------- | ------------------------- | ---------------------------------- |
| akona                | Magonia pubescens               | tingüi                    | tingüi tree                        |
| akukuʔ               | Cerdocyon thous                 | cachorro do mato          | Brazilian wild dog                 |
| ali                  | Bradypus tridactylus            | macaco-preguiça           | sloth                              |
| alowa                | Bactris setosa                  | jucum                     | jucum tree                         |
| aynasapa             | Hancornia speciosa              | mangaba                   | mangaba fruit                      |
| aʔoluʔ               | Dasypus novemcinctus            | tatu-galinha              | tatu-galinha, an armadillo species |
| bisikuli             | Eunectes murinus                | sucuriju                  | anaconda                           |
| dalama               | Oenocarpus bataua               | patoá                     | batava palm                        |
| doda                 | Tayassu pecari                  | queixada                  | white-lipped peccary               |
| kiayleli             | Tayassu pecari                  | queixada                  | white-lipped peccary               |
| hakonata             | Spaeleoleptes spaeleus          | opilião, olupião          | harvestman                         |
| halakata             | Caryocar brasiliense            | pequi (árvore)            | pequi tree                         |
| halasapa             | Caryocar brasiliense            | pequi (fruta)             | pequi fruit                        |
| haybakata            | Dialium guianense               | jutai-pororoca            | pororoca tree                      |
| hieynakata           | Oenocarpus bacaba               | bacaba (árvore)           | kumbu palm                         |
| hieynasi             | Oenocarpus bacaba               | bacaba (fruta)            | bacaba fruit                       |
| holokalikata         | Attalea phalerata               | acuri                     | urucuri palm                       |
| ila                  | Ateles sp.                      | macaco-aranha             | spider-monkey                      |
| ilunakata            | Caryocar brasiliense            | pequi                     | wild pequi                         |
| ilunasi              | Caryocar brasiliense            | pequi (fruto)             | wild pequi nut                     |
| ineyla               | Metynnis maculatus              | pacu                      | spotted pacu (fish)                |
| iwimata              | Tetragonisca angustula          | jataí                     | jatai bee                          |
| kali                 | Ceratophrys ornata              | sapo-boi                  | horned frog                        |
| kamanasi             | Atta sexdens                    | tanajura                  | female ant                         |
| kanaysi              | Capsicum frutescens             | pimenta                   | pepper                             |
| kapiʔ                | Nasua nasua                     | quati                     | coati                              |
| kapune               | Cuniculus paca                  | paca                      | paca                               |
| kayno                | Carapus fasciatus               | tuvira                    | tuvira fish                        |
| kaynomoka            | Gymnotus carapo                 | sarapó                    | catfish                            |
| kela                 | Ara ararauna                    | arara-amarela             | blue and yellow macaw              |
| kiawa                | Chordeiles, Podager             | bacurau                   | bacurau bird                       |
| kiluma               | Chelonoidis denticulata         | jabuti                    | jabuti                             |
| kina                 | Tunga penetrans                 | bicho-de-pé               | sand flea                          |
| kita                 | Socratea exorrhiza              | paxiúba                   | rasp palm                          |
| kiwkiw               | Solenopsis saevissima           | formiga-lava-pés          | fireant                            |
| kokwayli             | Mazama americana                | veado                     | deer                               |
| koluma               | Typhlonectes compressicauda     | cobra-cega                | caecilian                          |
| kowayiti             | Hirundo rustica                 | andorinha                 | swallow                            |
| kowayitipan          | Progne chalybea domestica       | andorinha-azul            | gray-breasted martin               |
| kuli                 | Myoprocta acouchy               | cutia                     | agouti                             |
| kulima               | Amburana cearensis              | cerejeira                 | cerejeira tree                     |
| malasi               | Penelope superciliaris jacucaca | jacucaca                  | rusty-margined guan                |
| misa                 | Attalea maripa                  | inajá                     | inaja palm                         |
| misakata             | Attalea maripa                  | inajá (árvore)            | inaja palm tree                    |
| misasapa             | Attalea maripa                  | inajá (fruto)             | inaja palm nut                     |
| misasi               | Attalea maripa                  | inajá (semente)           | inaja palm seed                    |
| mukunapi             | Enterolobium contortisiliquum   | timbó                     | earpod tree                        |
| mulula               | Priodontes giganteus            | tatu-canastra             | giant armadillo                    |
| nutupiʔ              | Bixa orellana                   | urucu                     | urucu                              |
| olopa                | Apis mellifera                  | abelha-de-mel             | European bee                       |
| oluma                | Tapirus terrestris              | anta                      | tapir                              |
| ota                  | Bactris gasipaes                | siriva                    | peach palm                         |
| owayli               | Ozotoceros bezoarticus          | veado-campeiro            | red deer                           |
| oya                  | Mauritia vinifera               | buriti                    | buriti palm                        |
| pasika               | Brycon matrinchao               | matrinxã                  | matrinxã fish                      |
| pawla                | Pterophyllum                    | cará                      | cará fish                          |
| piowla               | Hoplias malabaricus             | traíra                    | wolf fish                          |
| puwisa               | Crax globulosa                  | mutum                     | wattled curassow                   |
| salaymulita          | Pyrilia barrabandi              | curica                    | curica bird                        |
| sapa                 | Piscidia erythrina              | timbó                     | woody wine, Jamaica dogwood        |
| siliko               | Eigenmannia trilineata          | tuvira rajada             | tuvira rajada fish                 |
| sopa                 | Esenbeckia leiocarpa            | guarantã (árvore)         | Brazilian boxwood                  |
| sowaw                | Lebistes reticulatus            | piaba                     | rainbow fish                       |
| sowawsi              | Leporinus elongatus             | piau                      | piapara fish                       |
| sopa                 | Esenbeckia leiocarpa            | guarantã                  | Brazilian boxwood tree             |
| takipa               | Cebuella pygmaea                | sauim                     | marmoset                           |
| talama               | Tupinambis teguixin             | calangão                  | teju                               |
| talawa               | Ara chloroptera                 | arara-vermelha            | red macaw                          |
| tapayli              | Renealmia exaltata              | pacova                    | pacoba tree                        |
| tapaytapay           | Corallus caninus                | cobra-papagaio            | emerald tree boa                   |
| tokaliʔ              | Bertholletia excelsa            | castanheira               | Brazilian nut tree                 |
| tomuʔtomuʔ           | Penelope jacucaca               | jacucaca grande           | white-browed guan                  |
| totaliʔ              | Tolypeutes tricinctus           | tatu-bola                 | three-banded armadillo             |
| towakaliʔ            | Alligatoridae sp.               | jacaré da cabeça vermelha | red-head cayman                    |
| tutinakapawli        | Aratinga jandaya                | jandaí                    | jandaya parakeet                   |
| ulila                | Tamandua tetradactyla           | tamanduá-mirim            | lesser ant-eater                   |
| ulima                | Ficus anthelmintica             | caxinguba                 | caxinguba tree                     |
| ulumusuʔ             | Columbina minuta                | rolinha, pomba            | dove                               |
| ulununuʔ             | Cebus capucinus                 | macaco-capuchino          | white-faced capuchin               |
| uma                  | Hydrochoerus hydrochaeris       | capivara                  | capybara                           |
| upa                  | Tinamus solitarius              | macuco                    | macuca bird                        |
| ute                  | Eira barbara                    | irara                     | tayra                              |
| uykilapita           | Lagothrix lagotricha            | macaco-barrigudo          | big bellied woolly monkey          |
| wakawlu              | Casmerodius albus egretta       | cegonha                   | heron                              |
| walawaka             | Ara macao                       | araracanga                | red and blue macaw                 |
| walawka              | Leporinus macrocephalus         | piauçu                    | piauçu fish                        |
| walayena             | Ramphastos toco                 | tucano                    | toucan                             |
| walaynunu            | Egretta garzetta                | garça                     | little egret                       |
| wani                 | Meleagris gallopavo             |                           | turkey                             |
| wanisi               | Rhea americana                  | ema                       | rhea                               |
| wawawsi              | Trigona spinipes                | arapuã                    | arapuã                             |
| waylinawa            | Lutra platensis                 | lontra                    | otter                              |
| waylinun             | Pteronura brasiliensis          | ariranha                  | beaver                             |
| waypulukata          | Campomanesia xanthocarpa        | gabiroba (árvore)         | gabiroba tree                      |
| waypulusapa          | Campomanesia xanthocarpa        | gabiroba (fruta)          | gabiroba fruit                     |
| waysili              | Euterpe precatoria              | açaí                      | assai palm                         |
| wayulupi             | Chrysocyon brachyurus           | lobo-guará                | cat; guara-wolf                    |
| wayulutapayli        | Panthera onca                   | onça-pintada              | spotted jaguar                     |
| wialakata, mialakata | Hymenaea courbaril              | jatobá (árvore)           | jatoba tree                        |
| wialasapa, mialasapa | Hymenaea courbaril              | jatobá (fruta)            | jatoba fruit                       |
| wiawlu               | Tinamus sp.                     | nambu                     | tinamou bird                       |
| yalawoka             | Maranta arundinacea             | araruta                   | arrowroot                          |
| yalay                | Euphractus sexcinctus           | tatu-peba                 | peludo armadillo                   |
| yamotoka             | Boa constrictor                 | jibóia                    | boa                                |
| yeyeyla              | Pitangus sulphuratus            | bem-te-vi                 | great kiskadee                     |
| yolola               | Inga edulis                     | ingá                      | ice cream bean tree                |
| yomotokamoka         | Bothrops jararaca               | jararaca                  | viper                              |
| yoto                 | Astrocaryum aculeatum           | tucum, tucumã             | star-nut palm                      |
| yowayli              | Didelphis marsupialis           | gambá                     | opossum                            |
| yowitakata           | Saccharum officinarum           | cana-de-açúcar            | sugar cane                         |
| yubana               | Colocasia esculenta             | taioba                    | taro                               |